# آتاناس بورنوسوزوف
آتاناس بورنوسوزوف (بلغاری: Атанас Борносузов؛ زادهٔ ۵ اکتبر ۱۹۷۹) بازیکن فوتبال اهل بلغارستان است.
از باشگاه‌هایی که در آن بازی کرده است می‌توان به باشگاه فوتبال بنی سخنین، باشگاه فوتبال آسترا جورجو، باشگاه فوتبال آریس لیماسول، باشگاه فوتبال لفسکی صوفیه، باشگاه فوتبال لیتکس لووچ، باشگاه فوتبال لوکوموتیو صوفیه، باشگاه ورزشی السالمیه کویت، و باشگاه فوتبال احمد گروزنی اشاره کرد.
وی همچنین در تیم ملی فوتبال زیر ۲۱ سال بلغارستان بازی کرده است.